# انجمن صنعت ضبط سنگاپور
انجمن صنعت ضبط سنگاپور (انگلیسی: Recording Industry Association Singapore) به اختصار آرآی‌ای‌اس (RIAS)، سازمانی است که نمایندهٔ صنعت موسیقی در سنگاپور و نماینده ملی این کشور در فدراسیون بین‌المللی صنعت فونوگرافی است. این سازمان در سال ۱۹۷۶ به عنوان انجمن ویدیوگرام فونوگرام سنگاپور (Singapore Phonogram Videogram Association) به اختصار اس‌پی‌وی‌ای (SPVA) تأسیس شد و در سال ۲۰۰۱ نام آن به نام فعلی تغییر یافت.